# Icimauna angaba
Icimauna angaba är en skalbaggsart som beskrevs av Martins och Maria Helena M. Galileo 1991. Icimauna angaba ingår i släktet Icimauna och familjen långhorningar.
Artens utbredningsområde är Costa Rica. Inga underarter finns listade i Catalogue of Life.